# Un'yō (1868)
El Un'yō (雲揚?) fue un cañonero con casco de madera y estructura de hierro de principios de la era Meiji, que prestó servicio en la Armada Imperial Japonesa. Era un bergantín de dos mástiles con una máquina de vapor auxiliar de carbón y una única hélice.

## Construcción
El Un'yō fue encargado por el Dominio de Chōshū en Gran Bretaña el año 1868. Fue construido por A. Hall & Co. de Aberdeen  (Escocia) y entregado al Dominio en febrero como Un'yō Maru. El 25 de julio de 1871 fue transferido al gobierno Meiji y asignado a la recién creada Armada Imperial Japonesa con el nombre de Un'yō.

## Armada Imperial Japonesa
El Un'yō fue uno de los buques enviados a Kyūshū en 1874 durante la Rebelión de Saga. En mayo de 1875 transportó a Busan, en Corea, a varios diplomáticos en un intento del gobierno japonés por iniciar relaciones diplomáticas con el gobierno de la dinastía Joseon. Tras fracasar las negociaciones, el gobierno japonés destacó en septiembre de 1875 al Un'yō, al mando de Inoue Yoshika con el objetivo de provocar una respuesta militar en lo que sería conocido más tarde como el incidente en la isla Ganghwa. Como consecuencia del mismo, se firmó el Tratado de Ganghwa, que abría la península de Corea al comercio japonés.
En 1876, el Un'yō fue enviado para apoyar la represión de la Rebelión Hagi, un levantamiento de antiguos samuráis desafectos. El Un'yō encalló en la costa de la península de Kii, y sufrió graves daños. Fue dado de baja el 31 de octubre de 1876, vendido el 14 de mayo de 1877 y desguazado.

## Capitanes
- Airō Norimichi: 3 de marzo de 1872 - 14 de abril de 1872
- Inoue Yoshika: 20 de octubre de 1874 - 15 de octubre de 1875
- Takino Naotoshi: 17 de octubre de 1875 - 28 de febrero de 1877